# Gross (Nebraska)
Gross es una villa ubicada en el condado de Boyd en el estado estadounidense de Nebraska. En el Censo de 2010 tenía una población de 2 habitantes y una densidad poblacional de 6,03 personas por km².

## Geografía
Gross se encuentra ubicada en las coordenadas 42°56′46″N 98°34′11″O / 42.94611, -98.56972. Según la Oficina del Censo de los Estados Unidos, Gross tiene una superficie total de 0.33 km², de la cual 0.33 km² corresponden a tierra firme y (0%) 0 km² es agua.

## Demografía
Según el censo de 2010, había 2 personas residiendo en Gross. La densidad de población era de 6,03 hab./km². De los 2 habitantes, Gross estaba compuesto por el 100% blancos, el 0% eran afroamericanos, el 0% eran amerindios, el 0% eran asiáticos, el 0% eran isleños del Pacífico, el 0% eran de otras razas y el 0% pertenecían a dos o más razas. Del total de la población el 0% eran hispanos o latinos de cualquier raza.